# Biograph Studios
Biograph Studios was een Amerikaanse filmstudio die in 1912 werd gebouwd door de Biograph Company, voorheen de American Mutoscope and Biograph Company, die in 1895 werd opgericht. De studio stond in New York en distribueerde voornamelijk films van regisseur D.W. Griffith. De studio werd in 1928 verkocht aan Herbert Yates.